# Ochthoeca diadema
Ochthoeca diadema là một loài chim trong họ Tyrannidae.